# Пищевые волокна
Пищевы́е воло́кна — компоненты пищи, не перевариваемые пищеварительными ферментами организма человека, но перерабатываемые полезной микрофлорой кишечника. В некоторых источниках понятие пищевых волокон определяется как сумма полисахаридов и лигнина, которые не перевариваются эндогенными секретами желудочно-кишечного тракта человека. По мнению многих специалистов данное определение является наиболее верным.
В 1970—1980-х годах в употреблении был термин балластное вещество, но затем в связи с осмыслением весомой роли пищевых волокон с точки зрения трофологии его использование было признано некорректным.
Использование пищевых волокон в питании одобрено организациями здравоохранения многих стран, такими как Комиссия по надзору за продовольствием и лекарственными средствами (FDA), Американская ассоциация кардиологов (AHA), Европейская комиссия по функциональным пищевым продуктам (FUFOSE). В Российской Федерации вопросами применения пищевых волокон занимается Роспотребнадзор.

## Основные типы пищевых волокон
1. Лигнин
2. Некрахмальные полисахариды
  1. Целлюлоза
  2. Нецеллюлозные полисахариды
    1. Гемицеллюлозы
    2. Пектиновые вещества
    3. Камеди
    4. Слизи
    5. Запасные полисахариды, подобные инулину и гуару

## Классификация пищевых волокон
1. По химическому строению
  1. Полисахариды: целлюлоза и её дериваты, гемицеллюлоза, пектины, камеди, слизи, гуар и др.
  2. Неуглеводные пищевые волокна — лигнин
2. По сырьевым источникам
  1. Традиционные: пищевые волокна злаковых, бобовых растений, овощей, корнеплодов, фруктов, ягод, цитрусовых, орехов, грибов, водорослей
  2. Нетрадиционные: пищевые волокна лиственной и хвойной древесины, стеблей злаков, тростника, трав
3. По методам выделения из сырья
  1. Неочищенные пищевые волокна
  2. Пищевые волокна, очищенные в нейтральной среде
  3. Пищевые волокна, очищенные в кислой среде
  4. Пищевые волокна, очищенные в нейтральной и кислой средах
  5. Пищевые волокна, очищенные ферментами
4. По водорастворимости
  1. Водорастворимые: пектин, камеди, слизи, некоторые дериваты целлюлозы
  2. Водонерастворимые: целлюлоза, лигнин
5. По степени микробной ферментации в толстой кишке
  1. Почти или полностью ферментируемые: пектин, камеди, слизи, гемицеллюлозы
  2. Частично ферментируемые: целлюлоза, гемицеллюлоза
  3. Неферментируемые: лигнин

## Содержание пищевых волокон в продуктах

### Зерновые, крупы, мучные изделия, орехи
| Продукты                   | Энергетическая ценность, ккал/100 г | Содержание пищевых волокон | Содержание пищевых волокон |
| Продукты                   | Энергетическая ценность, ккал/100 г | г/100 г                    | г/100 ккал                 |
| -------------------------- | ----------------------------------- | -------------------------- | -------------------------- |
| Пшеничные отруби           | 165                                 | 43,0                       | 26,1                       |
| Хлеб из ржаной муки        | 200                                 | 8,0                        | 4,0                        |
| Хлеб бородинский           | 201                                 | 7,9                        | 3,9                        |
| Хлеб зерновой              | 228                                 | 6,1                        | 2,7                        |
| Каша гречневая             | 101                                 | 2,7                        | 2,7                        |
| Сухари из муки 2С          | 323                                 | 7,0                        | 2,2                        |
| Хлеб пшеничный из муки 2С  | 228                                 | 4,6                        | 2,0                        |
| Каша перловая              | 135                                 | 2,5                        | 1,9                        |
| Каша овсяная               | 109                                 | 1,9                        | 1,7                        |
| Сушки простые              | 331                                 | 4,5                        | 1,4                        |
| Хлеб пшеничный из муки 1С  | 240                                 | 3,2                        | 1,3                        |
| Каша пшеничная             | 153                                 | 1,7                        | 1,1                        |
| Хлеб пшеничный из муки В/С | 250                                 | 2,3                        | 0,9                        |
| Макароны отварные          | 135                                 | 1,1                        | 0,8                        |
| Каша манная                | 100                                 | 0,8                        | 0,8                        |
| Орехи                      | 650                                 | 4,0                        | 0,6                        |

### Овощи, бобовые, фрукты, ягоды
| Продукты                            | Энергетическая ценность, ккал/100 г | Содержание пищевых волокон | Содержание пищевых волокон |
| Продукты                            | Энергетическая ценность, ккал/100 г | г/100 г                    | г/100 ккал                 |
| ----------------------------------- | ----------------------------------- | -------------------------- | -------------------------- |
| Фасоль стручковая                   | 16                                  | 2,5                        | 15,6                       |
| Капуста брюссельская                | 35                                  | 4,2                        | 12,0                       |
| Белокочанная капуста                | 28                                  | 2,0                        | 7,1                        |
| Морковь                             | 35                                  | 2,4                        | 6,9                        |
| Петрушка, укроп, салат, лук зелёный | 30                                  | 2,0                        | 6,7                        |
| Свёкла отварная                     | 48                                  | 3,0                        | 6,3                        |
| Помидоры                            | 24                                  | 1,4                        | 5,8                        |
| Грибы жареные                       | 172                                 | 6,8                        | 4,0                        |
| Горох отварной                      | 130                                 | 5,0                        | 3,8                        |
| Смородина чёрная                    | 44                                  | 4,8                        | 10,9                       |
| Киви                                | 47                                  | 3,8                        | 8,1                        |
| Курага                              | 242                                 | 18,0                       | 7,4                        |
| Яблоки сушеные                      | 253                                 | 14,9                       | 5,9                        |
| Апельсин                            | 43                                  | 2,2                        | 5,1                        |
| Абрикосы                            | 44                                  | 2,1                        | 4,8                        |
| Яблоки                              | 47                                  | 1,8                        | 3,8                        |
| Изюм                                | 281                                 | 9,6                        | 3,4                        |
| Виноград                            | 72                                  | 1,6                        | 2,2                        |

## Функции и значение для человека
Пищевые волокна делятся на две группы: растворимые и нерастворимые. Растворимые и нерастворимые пищевые волокна влияют на функции пищеварительного тракта различными путями. Поскольку в желудочно-кишечном тракте отсутствуют ферменты, расщепляющие волокна, последние доходят до толстого кишечника в неизмененном виде. Бактерии, содержащиеся здесь, имеют в своем арсенале ферменты, способные метаболизировать некоторые волокна и, в первую очередь, растворимые. За счет ферментации бактерии получают энергию для размножения и построения новых клеток.
К растворимым пищевым волокнам относятся полисахариды растений (инулин, пектин), морских водорослей (агароид, карагинаты и альгинаты) или микробного происхождения (камеди).
Клетчатка обеспечивает достаточный объем каловых масс и влияет на скорость их прохождения через пищеварительный тракт (регулирует перистальтику), снижает уровень холестерина в крови, связывает желчные кислоты, при нарушении углеводного обмена немного снижает уровень сахара в крови (так замедляет гидролиз углеводов), нормализует состав микрофлоры пищеварительной системы, проявляет пребиотическое действие (способствует бактериальному синтезу витаминов В2, B6, РР), волокна являются источником энергии — 50 % пищевых волокон под действием бактерий распадается до жирных кислот, диоксида углерода, водорода и метана. Диеты с повышенным содержанием клетчатки назначают как один из компонентов для профилактики и лечения сахарного диабета, ожирения, атеросклероза, заболеваний печени и желчного пузыря. Она является необходимым компонентом пищи, вместе с белками, жирами и углеводами. Отрицательным моментом является то, что клетчатка может связывать и выводить из организма жирорастворимые витамины и важные микроэлементы такие как кальций, магний, железо, цинк, медь. Установлена физиологическая суточная потребность организма взрослого человека в пищевых волокнах (от 25 до 38 г). Поэтому в рационе человека эти элементы должны присутствовать в необходимых количествах. Ежедневно человеку рекомендуется потреблять 15 — 25 г клетчатки, основными источниками которой являются фрукты и овощи.
Пищевые волокна могут привести к снижению поглощения пищи — и, следовательно, уменьшению всасывания питательных веществ, в свою очередь может привести к потере веса.